# Шодне ла Вил
Шодне ла Вил (фр. Chaudenay-la-Ville) насеље је и општина у источном делу централне Француске у региону Бургоња, у департману Златна обала која припада префектури Бон.
По подацима из 2011. године у општини је живело 40 становника, а густина насељености је износила 7,72 становника/km². Општина се простире на површини од 5,18 km². Налази се на средњој надморској висини од 400 метара (максималној 551 m, а минималној 365 m).

## Демографија
| 1962. | 1968. | 1975. | 1982. | 1990. | 1999. | 2011. |
| ----- | ----- | ----- | ----- | ----- | ----- | ----- |
| 30    | 47    | 29    | 23    | 23    | 21    | 40    |

График промене броја становника у току последњих година